# 杠一
鹿豹座γ，又名BD+70 259，HD 23401、SAO 5006、HR 1148，是鹿豹座的一颗恒星，视星等为4.63，位于銀經136.31，銀緯13.27，其B1900.0坐标为赤經3h 39m 47.7s，赤緯+71° 13.27′ 27″。